# غراهام غوند
غراهام غوند (بالإنجليزية: Graham Gund) هو مهندس معماري أمريكي، ولد في 1940.